# Andelshofer Weiher
Der Andelshofer Weiher, auch Neuweiher genannt, ist ein Stillgewässer im Gebiet der baden-württembergischen Stadt Überlingen im Bodenseekreis in Deutschland.

## Lage
Der rund 32 Hektar große Andelshofer Weiher, etwa zweieinhalb Kilometer nordöstlich der Überlinger Stadtmitte auf einer Höhe von 505 m ü. NHN gelegen, gehört naturräumlich zum Linzgau. Er wird heute zu Zwecken der Fischerei genutzt und befindet sich im Privatbesitz.

## Hydrologie
Der Andelshofer Weiher wurde vor 1930 angelegt. Mit etwas kleinerer Fläche als heute zeigt ihn schon eine Karte gegen Ende des 19. Jahrhunderts. Die Größe des Seebeckens beträgt 32,3 Hektar, bei einer durchschnittlichen Tiefe von 3,4 Meter und einer maximalen Tiefe von 5,3 Meter ergibt sich ein Volumen von rund 1.093.000 Kubikmeter.  Im See liegt eine rund 7 ha große Insel.
Zulauf erfährt der Weiher über mehrere Gräben und einen unterirdischen Kanal vom Owinger Auenbach her, er entwässert in den Bodensee und damit in den Rhein.

## Ökologie
Seit 1989 sind Überlingen und Owingen (nur Einzugsgebiet) mit dem Andelshofer Weiher am Aktionsprogramm zur Sanierung oberschwäbischer Seen beteiligt. Ein wichtiges Ziel dieses Programms ist es, Nährstoffeinträge in Bäche, Seen und Weiher zu verringern, den Zustand der Gewässer so zu verbessern und sie zu erhalten.
Das Einzugsgebiet des Weihers wird zu 35 Prozent für die Wald- und 55 Prozent für die Landwirtschaft – davon 60 % Grünland und 40 % Ackerland – genutzt.
| Jahr                                                                                             | 1997* | 1998* | 2004  | 2010** | 2015  | 2020  |
| Gesamt PO4-Phosphor (µg/l)                                                                       | 42,00 | 50,00 | 53,00 | 46,00  | 40,00 | 45,00 |
| Chlorophyll a (µg/l)                                                                             | 10,00 | 15,00 | 16,00 | 25,00  |       |       |
| Chlorophyll a-Spitze (µg/l)                                                                      | 28,00 | 35,00 | 30,00 | 44,00  |       |       |
| anorganischer Gesamt-Stickstoff a (mg/l)                                                         | 0,54  | 0,49  | 0,23  | 0,28   |       |       |
| Sichttiefe (m)                                                                                   | 2,80  | 2,00  | 2,00  | 1,50   |       |       |
| Trophiestufe                                                                                     |       |       |       |        |       | e2    |
| * nur Oberflächenwasser; ** in diesem Jahr aufgrund von Dammreparaturen um einen Meter abgesenkt |       |       |       |        |       |       |